# Первомайский (Берёзовский)
Первомайский  — упразднённый в 1940 году посёлок Берёзовского района Свердловской области России. Включён в черту города Берёзовский. Ныне улица Первомайский Посёлок  в районе Новоберёзовский  города Берёзовский  Берёзовского городского округа Свердловской области.

## История
Указом Президиума Верховного Совета РСФСР от 26.05.1940 в городскую черту г. Берёзовского включены посёлки Аварийный и Первомайский.